# Mariam Baouardy
Pour les articles homonymes, voir Marie de Jésus.
Mariam Baouardy (en arabe : مريم العذراء البواردي), en religion sœur Marie de Jésus Crucifié (en arabe : مريم يسوع المصلوب), née le 5 janvier 1846 à Abellin, en Haute Galilée, décédée le 26 août 1878 à Bethléem, est une religieuse carmélite déchaussée, connue pour diverses manifestations mystiques.
La définition de la nationalité de Mariam Baouardy est difficile à indiquer car elle a vécu dans l'Empire ottoman, aujourd'hui disparu, qui regroupait en son sein diverses populations et nationalités. Aujourd'hui, le village natal de Mariam, Abellin (en), fait partie de l'État d'Israël (voir la carte sur I'billin (en) qui n'existait pas à son époque). L'origine libanaise de ses parents la fait parfois qualifier de libanaise, alors que son lieu géographique de naissance lui fait attribuer une origine palestinienne. Le Saint-Siège la considère comme palestinienne,.
Elle est béatifiée en 1983 par Jean-Paul II. Sa canonisation a eu lieu le 17 mai 2015. Elle est liturgiquement commémorée le 26 août (mais aussi le 25 ou le 30 août, suivant les pays).

## Biographie

### Naissance
La famille Baouardy, de rite melkite et d'origine libanaise, voit ses douze garçons mourir en bas âge. Les parents décident de faire un pèlerinage de 170 km jusqu'à Bethléem pour prier Dieu de leur accorder une fille par l'intercession de la Vierge Marie. Cette fille naît neuf mois plus tard le 5 janvier 1846. On lui donne le nom de Marie, Mariam. Elle est baptisée et confirmée suivant le rite grec-melkite catholique. L'année d'après, un garçon, Boulos, vient agrandir la famille.

### Enfance
Ses parents meurent à quelques jours d'intervalle quand elle a trois ans. Mariam et son frère sont séparés et ne se reverront plus. Elle est recueillie par un oncle paternel, tandis que son frère Boulos est recueilli chez une tante maternelle.
À l'âge de 8 ans, elle fait sa première communion. Puis peu de temps après son oncle (et elle-même avec toute la famille) part s'installer à Alexandrie.
À l'âge de 13 ans, son oncle veut la marier. Elle refuse car elle se sent appelée à consacrer sa vie à Dieu. Elle s'enfuit. Un musulman la recueille, mais comme elle refuse de renier sa foi catholique, cet homme lui tranche la gorge. Il la croit morte et la dépose dans une rue d'Alexandrie. Mariam se réveille dans une grotte où une sœur vêtue en bleu la soigne pendant plusieurs mois. Mariam racontera plus tard, à ses sœurs religieuses, avoir reconnu en cette femme la Vierge Marie.
À partir de cette époque-là, Mariam étant seule au monde, travaille comme servante là où le destin la conduit : Alexandrie, Jérusalem, Beyrouth. Elle aboutit à Marseille.

### Vie religieuse

#### Sœurs de Saint-Joseph de l'Apparition

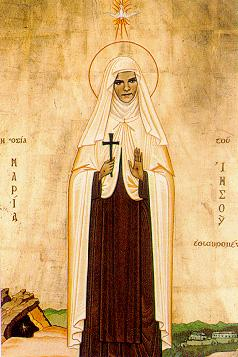
Sœur Marie de Jésus Crucifié.

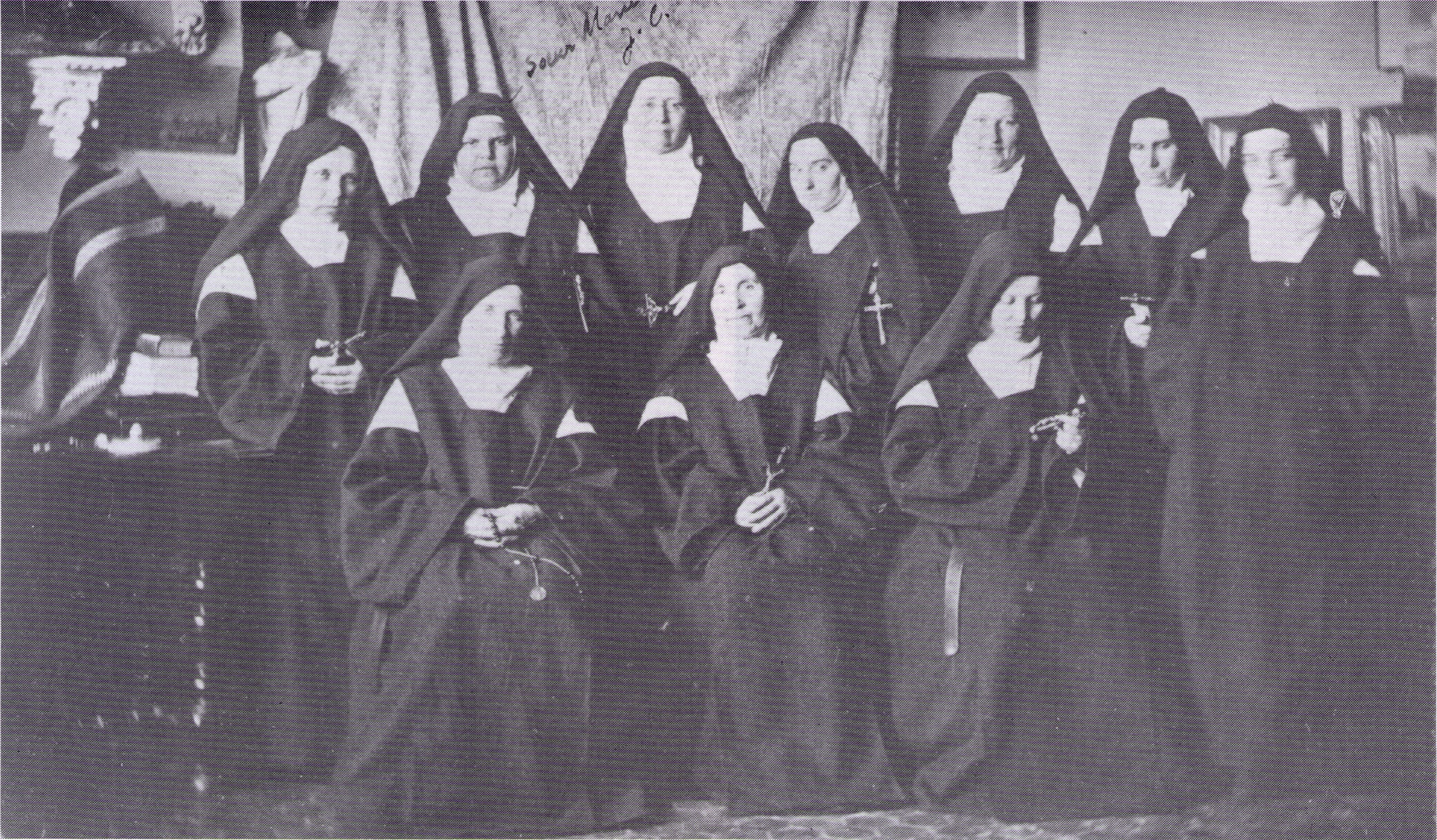
Au Carmel de Pau. Mariam Baouardy deuxième en haut à gauche.

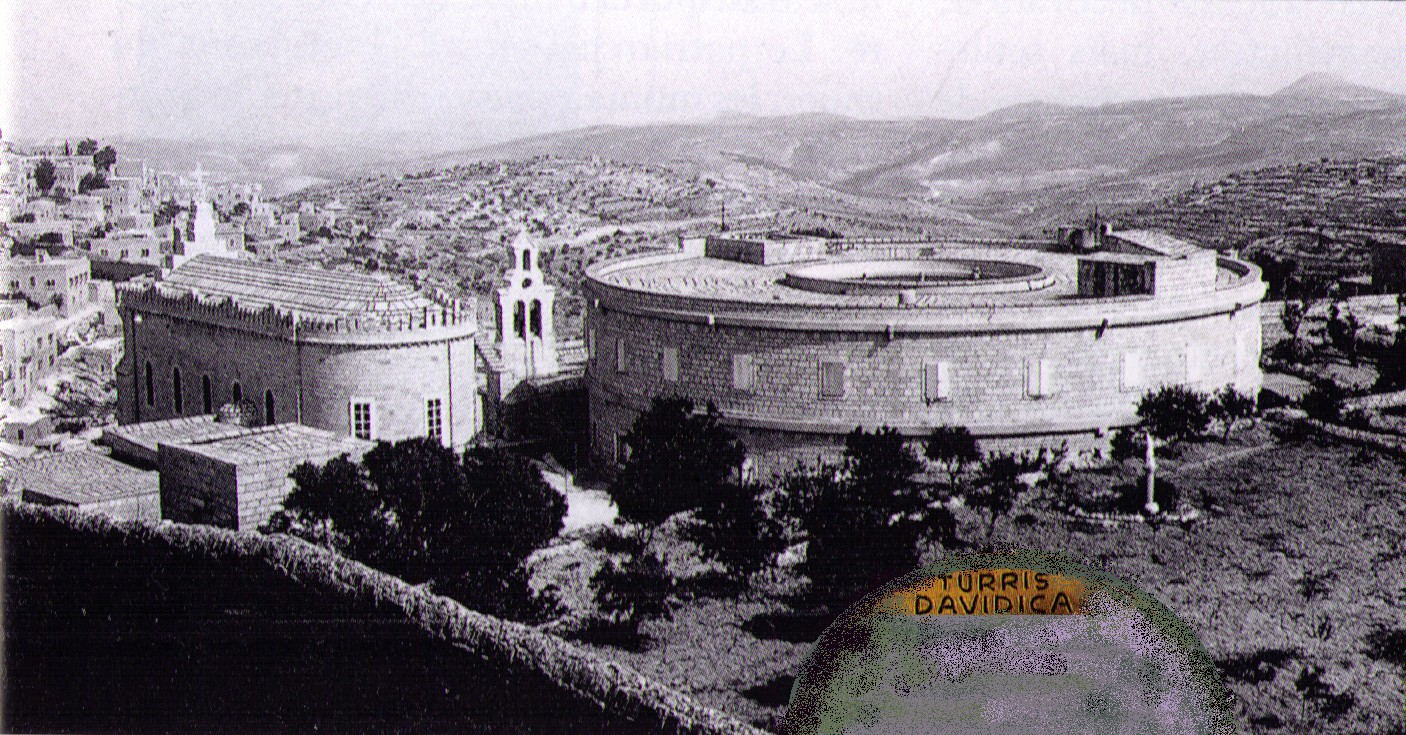
Église et monastère des Carmélites déchaussées de Bethléem, peu de temps après la construction.

À 19 ans, elle entre comme novice chez les Sœurs de Saint-Joseph-de-l'Apparition à Marseille. Elle ne sait ni lire ni écrire, et ne parle pas bien le français. Au bout de deux ans, elle n'est pas admise à prononcer ses premiers vœux. Sa maîtresse des novices, Mère Véronique de la Passion l'oriente vers un autre ordre religieux : le Carmel.

#### Le Carmel
Elle entre alors au Carmel de Pau comme sœur converse et y reçoit le nom de sœur Marie de Jésus Crucifié.
Trois ans plus tard, en 1870, Mariam fait partie d'un petit groupe qui part fonder le premier Carmel en Inde, à Mangalore. Elle prononce ses vœux perpétuels à Mangalore le 21 novembre 1871. En 1872, elle est renvoyée au Carmel de Pau en France par l'évêque de Mangalore.
En 1875, après une vision, elle permet à la congrégation des Prêtres du Sacré Cœur de Jésus de Bétharram de voir ses constitutions agréées douze ans après la mort de leur fondateur, l'abbé Michel Garicoïts. La même année, elle fait partie du groupe de dix carmélites dirigées par Mère Véronique de la Passion, qui quittent Pau pour fonder un nouveau Carmel à Bethléem en Terre sainte. Elle s'occupe particulièrement des travaux de construction du nouveau couvent, étant la seule à parler l'arabe. Elle meurt le 26 août 1878 dans sa 33e année à la suite d'une chute et d'une fracture du bras qui a entraîné une gangrène.

## Grâces mystiques et charismes
Le biographe Amédée Brunot a rapporté dans son ouvrage les nombreux dons mystiques qu'a reçus Mariam et dont des proches ont témoigné : extases, lévitations,, stigmates de la passion, don de prophétie, don d'ubiquité, transverbération du cœur, apparition et visions de nombreux saints, don de poésie. Une de ses visions a contribué à l’identification du lieu saint d’Emmaüs (Luc 24,13).
Mariam était perçue comme humble, obéissante et charitable selon son épitaphe. Mariam considère ses propres dons mystiques, qui suscitent des incompréhensions parmi ses contemporains, comme étant « des maladies ».

## Béatification et canonisation

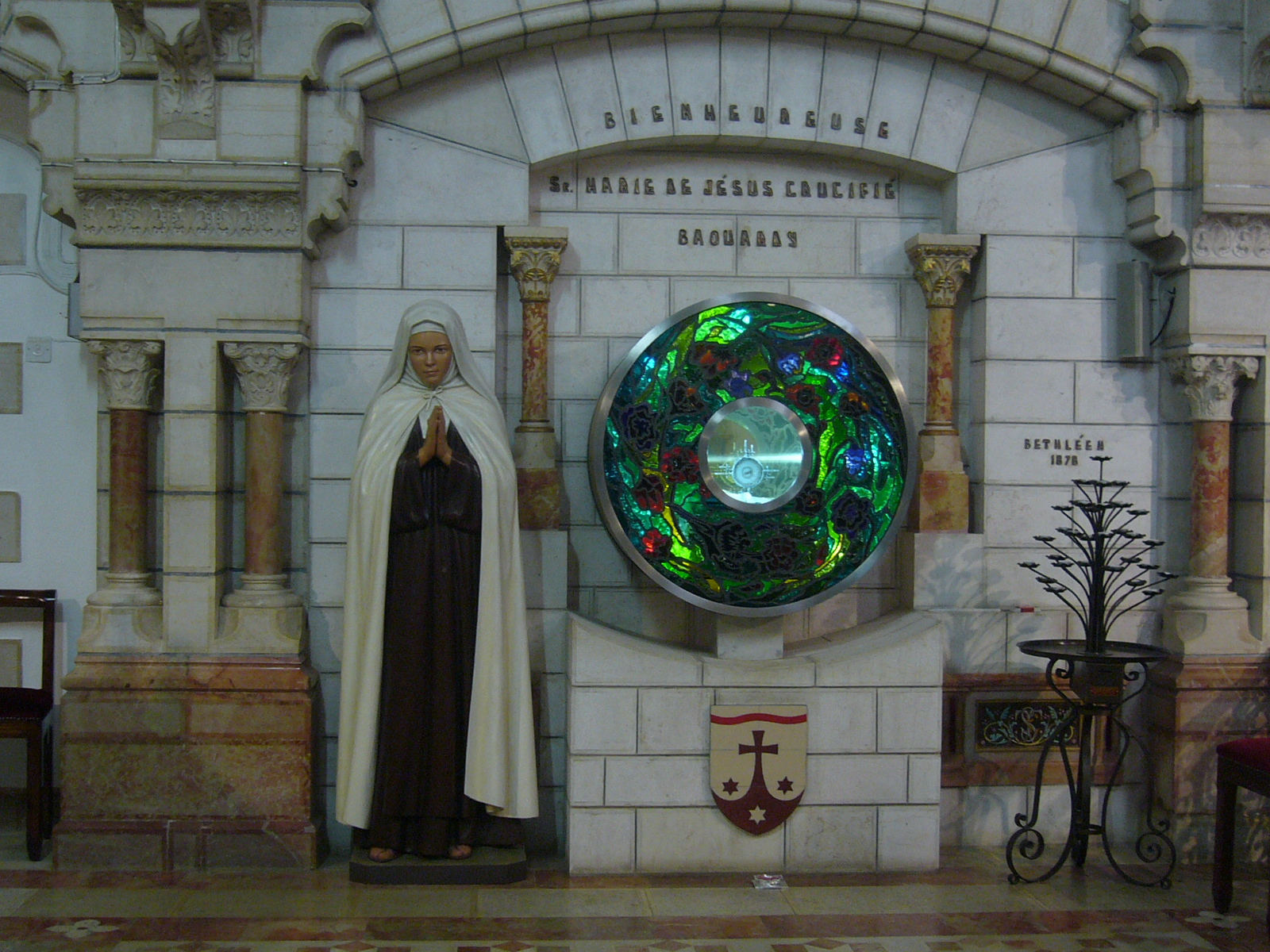
Tombe de Mariam Baouardy au Carmel de Bethléem.

Elle est béatifiée le 13 novembre 1983 par le pape Jean-Paul II,.
Sa fête liturgique est célébrée le jour de son décès, soit le 26 août. Dans l'ordre des Carmes déchaux, le 26 août étant réservé à la fête de la Transverbération de sainte Thérèse, la mémoire de Marie de Jésus Crucifiée est célébrée le 25 août, sauf en France, car le 25 est la fête de Saint Louis. En France, la fête de Mariam est donc exceptionnellement célébrée le 30 août (pour respecter les ordres de priorité liturgique). Dans l'ordre du Carmel, sa fête est célébrée avec rang de mémoire facultative.
Le 6 décembre 2014, le pape François a reconnu un miracle obtenu par l'intercession de la bienheureuse Mariam Baouardy, ce qui permet sa canonisation. Elle a été canonisée le 17 mai 2015 en présence de Mahmoud Abbas, président de l'État de Palestine,.

## Citations
- « Où est la charité, Dieu est aussi. Si vous pensez à faire le bien pour votre frère, Dieu pensera à vous. Si vous faites un trou pour votre frère, vous y tomberez ; il sera pour vous. Mais, si vous faites un ciel pour votre frère, il sera pour vous »[18].
- « Tout le monde dort. Et Dieu, si rempli de bonté, si grand, si digne de louanges, on l’oublie !… Personne ne pense à lui !… Vois, la nature le loue ; le ciel, les étoiles, les arbres, les herbes, tout le loue ; et l’homme, qui connaît ses bienfaits, qui devrait les louer, il dort !… Allons, allons réveiller l’univers ! »[10]
- « Il n’y a que l’amour qui peut remplir le cœur de l’homme. Le juste avec l’amour et une pincée de terre est rassasié ; mais le mauvais, avec tous les plaisirs, les honneurs, les richesses a toujours faim, toujours soif. Il n’est jamais rassasié. »[19].
- « Esprit-Saint, inspirez-moi ;

Amour de Dieu, consumez-moi ;
Au vrai chemin conduisez-moi ;
Marie, ma Mère, regardez-moi ;
Avec Jésus, bénissez-moi ;
De tout mal, de toute illusion,
De tout danger préservez-moi ».
- « Entre Jésus et l'orgueilleux, il y a l'épaisseur d'une montagne. Entre Jésus et l'âme humble, il y a l'épaisseur de la mousseline la plus fine… »[11]